# Jiří Kabele (szociológus)
Jiří Kabele (Prága, 1946. április 3. –) cseh szociológus. Többek között a társadalmi átalakulási folyamatokkal, különösen a posztkommunista társadalmi átalakulással, és szociológiai életrajzokkal foglalkozik. A csehországi Polgári Demokrata Szövetség egyik társalapító, de a tudományos pályafutása csakhamar elsőbbséget élvezett a politikai pályafutásánál. Jiří Kabele a szociológia doktora és professzora.